# ネヴィル・ホワイトヘッド
ネヴィル・ホワイトヘッド（Neville Whitehead）は、1970年代にイギリスのフュージョン・コミュニティで活発なメンバーであったニュージーランドのベーシストにして弦楽器製作者。
ホワイトヘッドは、1960年代後半に、エルトン・ディーンと一緒に、キース・ティペットのセクステットで演奏することがあった。キース・ティペット・グループの『デディケイテッド・トゥー・ユー』（1971年）にも参加している。ホワイトヘッドは、1970年後半にエルトン・ディーン、ロバート・ワイアット、マーク・チャリグとライブで演奏し、ワイアット自身の『ジ・エンド・オブ・アン・イアー』（1970年）でワイアットと一緒に演奏している。2人とも、1971年のベルリン・ジャズ・フェスティバルのニュー・ヴァイオリン・サミットにおいて、ジャン＝リュック・ポンティ、ドン・"シュガーケイン"・ハリス、マイケル・ウルバニアク、ギタリストのテリエ・リピダルらと共演した。ホワイトヘッドは、ソフト・マシーンの『ライヴ・イン・コンサート 71』（1971年）、ハリスの『Sugar Cane's Got the Blues』（1972年）、およびニール・アードレイ / イアン・カー / ドン・レンデルのアルバム『ギリシャ変奏曲』（1970年）の一部の収録曲にも参加した。
1967年、ホワイトヘッドはチャーリー・マンロ（サックス、チェロ）、マーク・ボーデン（ドラム、パーカッション）、ボブ・マックアイヴァー（トロンボーン）と共にチャーリー・マンロ・カルテットのアルバム『Eastern Horizons』をレコーディングした。
ホワイトヘッドは、1971年にロンドンのモルガン・スタジオでボブ・グリムのアルバム『Akasha』に楽曲を録音。これはボブがフランキー・ヴァリのフォー・シーズンズを脱退した後のことだった。
ホワイトヘッドは1971年にエルトン・ディーン・カルテットの一員を務め、アルバム『エルトン・ディーン』（別名『ジャスト・アス』、1971年）に参加している。ホワイトヘッドは1972年にジャスト・アスとしてライブ公演のためのバンドに残った。その後、アイソトープの『ディープ・エンド』（1976年）に参加。
1970年代半ば、ホワイトヘッドはモーリス・パートとピーター・ロビンソンと共にサン・トレイダーのセカンド・ラインナップのメンバーを務めた。彼はアルバム『The Music of Morris Pert』（1975年）収録の「Chromosphere」をレコーディングしている。
ホワイトヘッドは1969年から1983年までイギリスに暮らしており、弦楽器製作者のギンペル・ソロモンとの弦楽器製作者としての見習いを終えた後、弦楽器製作者として働くようになっていった。
ホワイトヘッドは、1978年の最初のマン島・国際ダブルベース・コンクールとワークショップにおいて弦楽器製作者として仕事した。
ホワイトヘッドは現在、オーストラリアに住んでおり、ベースの弦楽器製作者として働いている。